# Sayulita
Sayulita är en ort i Mexiko.   Den ligger i kommunen Bahía de Banderas och delstaten Nayarit, i den centrala delen av landet, 700 km väster om huvudstaden Mexico City. Sayulita ligger 8 meter över havet och antalet invånare är 2 262.
Terrängen runt Sayulita är huvudsakligen kuperad, men den allra närmaste omgivningen är platt. Havet är nära Sayulita åt nordväst. Runt Sayulita är det ganska tätbefolkat, med 54 invånare per kvadratkilometer. Närmaste större samhälle är Bucerías, 16,7 km sydost om Sayulita. I omgivningarna runt Sayulita växer i huvudsak städsegrön lövskog.